# Celerena amplimargo
Celerena amplimargo är en fjärilsart som beskrevs av Louis Beethoven Prout 1916. Celerena amplimargo ingår i släktet Celerena och familjen mätare. Inga underarter finns listade i Catalogue of Life.